# ماهیچه‌های خاری
ماهیچه‌های خاری (انگلیسی: Spinalis) یکی از عضلات لایه میانی عضلات داخلی (اینترنسیک) پشت انسان است.
لایه میانی عضلات داخلی شامل ماهیچه‌های راست‌کننده ستون مهره‌ها است که در سه ستون عمودی قرار گرفته‌اند: ماهیچه تهیگاهی‌دنده‌ای (عضلات ایلیوکوستالیس) در ستون خارجی، ماهیچه درازتر (لانژیسیموس) در ستون میانی و ماهیچه‌های خاری در ستون داخلی.
ماهیچه‌های خاری شامل سه گروه سَری (کپیتیس)، گردنی (سرویسیس) و  پشتی (دورسی) می‌باشد. الیاف این عضلات اصولاً از زوائد خاری مهره‌های کمری و سینه‌ای و C7 و رباط پس‌گردنی آغاز و به زوائد خاری مهره‌های سینه‌ای و گردنی (بجز اطلس) متصلند و از ریشه پشتی اعصاب نخاعی عصب می‌گیرند.